# Sydney Football Stadium (1988)
Sydney Football Stadium (mellan 2002 och 2007 Aussie Stadium) var en idrottsarena i Sydney, Australien. Arenan öppnades 1988 och används främst för matcher i fotboll och rugby. Arenan låg i stadsdelen Moore Park precis bredvid den mycket äldre Sydney Cricket Ground.
Sydney Football Stadium stod värd för ett flertal av fotbollsmatcherna under de olympiska spelen 2000 i Sydney. Bland annat spelades finalen i damernas fotbollsturnering mellan Norge och USA på arenan. Arenan var även en av arenorna som användes under världsmästerskapet i rugby 2003.